# Амазонија (Мисури)
Амазонија (енгл. Amazonia) град је у америчкој савезној држави Мисури.

## Демографија
По попису из 2010. године број становника је 312, што је 35 (12,6%) становника више него 2000. године.
| Група             | 2000.       | 2010.       |
| Белци             | 275 (99,3%) | 303 (97,1%) |
| Афроамериканци    | 1 (0,4%)    | 1 (0,3%)    |
| Азијати           | 0 (0,0%)    | 0 (0,0%)    |
| Хиспаноамериканци | 0 (0,0%)    | 3 (1,0%)    |
| Укупно            | 277         | 312         |